# Чисінга
Чисі́нга (англ. Chisinga) — вища традиційна громада у складі дистрикту Касунгу Центрального регіону Малаві.
Населення — 23003 особи (2018).